# Všeobecné volby ve Spojeném království 1923
Všeobecné volby ve Spojeném království 1923 se konaly 6. prosince 1923 a skončily patem, když všechny tři velké strany (Konzervativní, Labouristická a Liberální) získaly obdobný počet mandátů. Konzervativní vláda Stanleyho Baldwina je vypsala, aby získala mandát k zavedení ochranných cel; to se nepodařilo a nový parlament vládě vyslovil nedůvěru.

## Pozadí

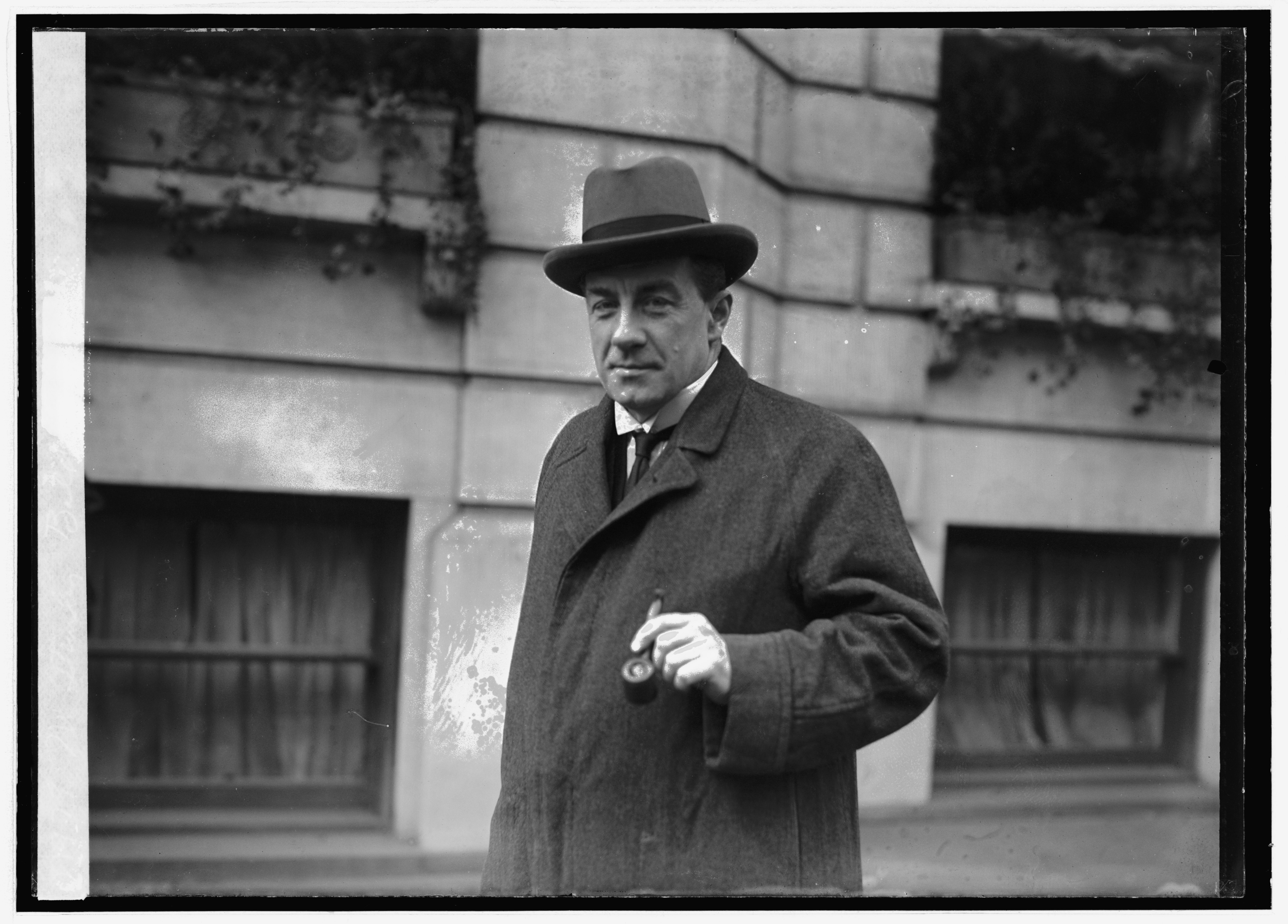
Premiér a vůdce Konzervativní strany Stanley Baldwin

V květnu roku 1923 rezignoval konzervativní premiér Andrew Bonar Law a byl nahrazen Stanley Baldwinem. Baldwinova vláda se rozhodla zvýšením celní bariéry čelit nezaměstnanosti, Bonar Law nicméně dříve slíbil, že takovýto krok by musel být schválen všelidovým hlasováním. Baldwin se proto rozhodl riskovat a požádal krále o vypsání všeobecných voleb.
Liberálové a labouristé prohlásili clo za danění potravin a byli silně proti novým tarifům. Liberální strana pod vedením H. H. Asquitha se za obranou laissez faire znovu sjednotila s Národně liberální stranou Davida Lloyd George; vzájemné antipatie obou mužů ale pod povrchem přetrvávaly.
Výsledek voleb byl jasným patem, když konzervativci spadli na 258 křesel, v závěsu následovaní labouristy se 191 a liberály se 158. Liberální strana na svojí stranu získala konzervativce věrné volnému obchodu, dobyla četné v minulých letech ztracené pozice a uspěla i v okrscích, kde se to zdálo nemožné. Labouristická strana dosáhla nejlepšího volebního výsledku ve své dosavadní historii.
Všeobecně se očekávalo, že liberálové podpoří stávající Baldwinův kabinet; Asquith se ale vydal cestou tolerance labouristické vlády s tím, že jí fakticky bude mít pod kontrolou. V lednu 1924 tedy nastoupila vláda lídra labouristů Ramsaye MacDonalda jako vůbec první socialistická vláda Spojeného království. Tento kabinet nicméně vydržel jen 9 měsíců a na podzim mu byla vyslovena nedůvěra, což otevřelo cestu k novým volbám v listopadu 1924.

## Výsledky
| 258           | 191        | 158        | 8 |
| Konzervativci | Labouristé | Liberálové | O |

| Strana | Strana                  | Lídr                  | Mandáty | Mandáty | Mandáty | Hlasy      | Hlasy |
| Strana | Strana                  | Lídr                  | Počet   | v %     | +/-     | Počet      | v %   |
| ------ | ----------------------- | --------------------- | ------- | ------- | ------- | ---------- | ----- |
|        | Konzervativní strana    | Stanley Baldwin       | 258     | 42,0%   | ▼ 86    | 5 286 159  | 38,0% |
|        | Labouristická strana    | Ramsay MacDonald      | 191     | 31,1%   | ▲ 49    | 4 267 831  | 30,7% |
|        | Liberální strana        | Herbert Henry Asquith | 158     | 25,7%   | ▲ 43    | 4 129 922  | 29,7% |
|        | Nacionalistická strana  | Joseph Devlin         | 2       | 0,3%    | ▬ 0     | 43 835     | 0,3%  |
|        | nezávislí               | -                     | 2       | 0,3%    | ▼ 1     | 36 802     | 0,3%  |
|        | Komunistická strana     | Albert Inkpin         | 0       |         | ▼ 1     | 34 258     | 0,2%  |
|        | Belfastští labouristé   | David R. Campbell     | 0       |         | ▬ 0     | 22 255     | 0,2%  |
|        | nezávislí labouristé    | -                     | 0       |         | ▼ 1     | 17 331     | 0,2%  |
|        | nezávislí liberálové    | -                     | 1       | 0,2     | ▬ 0     | 16 184     | 0,1%  |
|        | Konstitucionalisté      | -                     | 0       |         | ▼ 1     | 15 500     | 0,1%  |
|        | nezávislí konzervativci | -                     | 0       |         | ▼ 3     | 15 171     | 0,1%  |
|        | Scottish Prohibition    | Edwin Scrymgeour      | 1       | 0,2%    | ▬ 0     | 12 877     | 0,1%  |
|        | irští nacionalisté      | -                     | 1       | 0,2%    | ▬ 0     | 10 322     | 0,1%  |
|        | křesťanští pacifisté    | -                     | 1       | 0,2%    | ▲ 1     | 570        | 0,0%  |
| celkem | celkem                  | -                     | 615     | 100%    | -       | 13 909 017 | 100%  |

| \| Hlasy \| Hlasy \| Hlasy \| Hlasy \| Hlasy \| \| ------------- \| ------------- \| ----- \| ------- \| ------- \| \| \| \| \| \| \| \| Konzervativci \| Konzervativci \| \| 38,01 % \| 38,01 % \| \| Labouristé \| Labouristé \| \| 30,68 % \| 30,68 % \| \| Liberálové \| Liberálové \| \| 29,69 % \| 29,69 % \| \| ostatní \| ostatní \| \| 1,62 % \| 1,62 % \| |               |  |         |         |
| Hlasy |               |  |         |         |
| |               |  |         |         |
| Konzervativci | Konzervativci |  | 38,01 % | 38,01 % |
| Labouristé | Labouristé    |  | 30,68 % | 30,68 % |
| Liberálové | Liberálové    |  | 29,69 % | 29,69 % |
| ostatní | ostatní       |  | 1,62 %  | 1,62 %  |

| \| Mandáty \| Mandáty \| Mandáty \| Mandáty \| Mandáty \| \| ------------- \| ------------- \| ------- \| ------- \| ------- \| \| \| \| \| \| \| \| Konzervativci \| Konzervativci \| \| 41,95 % \| 41,95 % \| \| Labouristé \| Labouristé \| \| 31,06 % \| 31,06 % \| \| Liberálové \| Liberálové \| \| 25,69 % \| 25,69 % \| \| ostatní \| ostatní \| \| 1,30 % \| 1,30 % \| |               |  |         |         |
| Mandáty |               |  |         |         |
| |               |  |         |         |
| Konzervativci | Konzervativci |  | 41,95 % | 41,95 % |
| Labouristé | Labouristé    |  | 31,06 % | 31,06 % |
| Liberálové | Liberálové    |  | 25,69 % | 25,69 % |
| ostatní | ostatní       |  | 1,30 %  | 1,30 %  |